# Gildo De Stefano

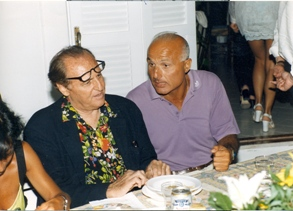
Gildo De Stefano rechts mit Renzo Arbore

Ermenegildo De Stefano (* in Neapel) ist ein italienischer Jazz-Autor, Journalist und Musikkritiker.

## Leben
De Stefano ist als Musikjournalist, Soziologe und Musikkritiker für die Tageszeitung ROMA tätig. Außerdem ist er künstlerischer Direktor des italienischen Festivals Ragtime. Er hat einen Abschluss in kommunikativer Soziologie und arbeitet mit RAI seit den frühen achtziger Jahren zusammen. Des Weiteren führt er eine Sendung über Jazz und hat auch Aufsätze in Nuova Rivista Musicale Italiana von RAI herausgegeben. An verschiedenen Universitäten und Konservatorien hält er Kurse über die afrikanisch-amerikanische musikalische Kultur und leitet verschiedene kreative Schreibwerkstätten. Er gilt als führender Experte für Ragtime in Italien und gilt dort auch als Jazz-Experte.

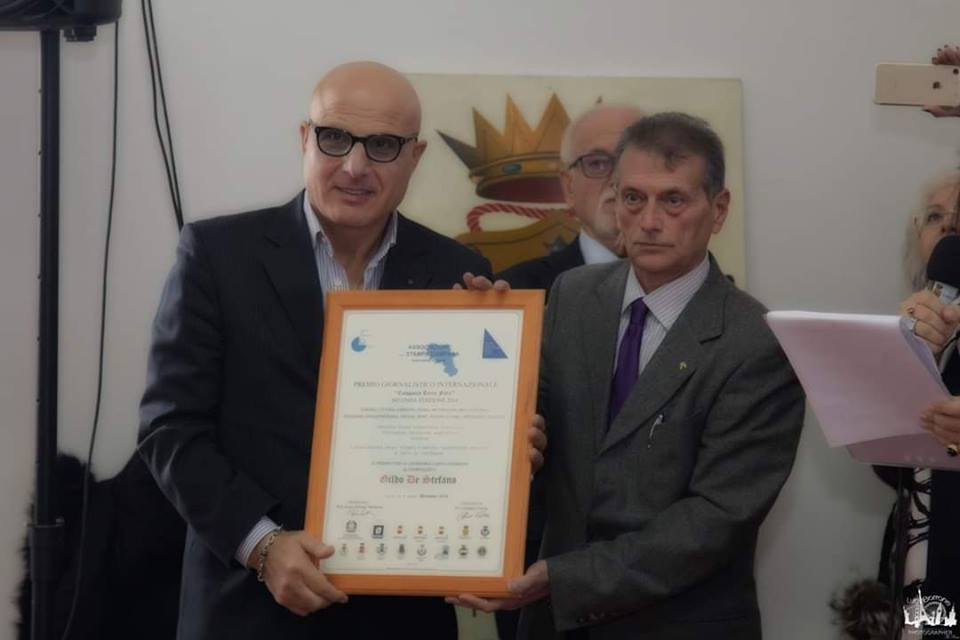
Gildo De Stefano erhält vom Präsidenten der Jury den Campania Felix International Journalism Award

De Stefano ist der Autor der einzigen zwei Geschichten des Ragtime, die auf Italienisch übersetzt und von Marsilio Editori veröffentlicht wurden. In den neunziger Jahren gewann er eine nationale Auszeichnung für Journalismus, die vom Ministerium für öffentliche Arbeiten vergeben wurde, und er war unter den Finalisten des Literaturpreises „Calvino“, und erhält Campania Felix International Journalism Award. Er gehört zur nationalen Gewerkschaft von Schriftstellern und Künstlern; oft hält er Kurse über kreativen Journalismus. Er arbeitet mit der Encyklopedie Treccani über afroamerikanische Worte und mit mehreren internationalen Zeitschriften wie die kanadische Coda.

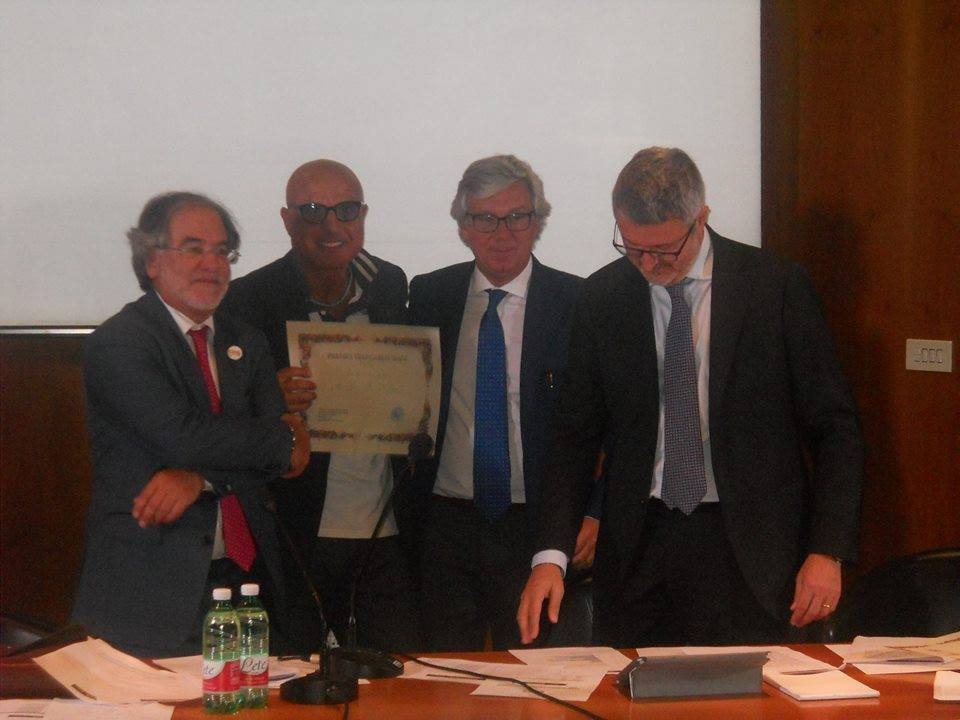
Gildo De Stefano (zweiter von links) mit dem Prix Giancarlo Siani und den Herausgebern der Zeitung Il Mattino

## Werke
- Il canto nero, Gammalibri, Mailand 1982
- Storia del Ragtime: origini, evoluzione, tecnica : 1880-1980, Marsilio, Venedig 1984
- Trecento anni di Jazz: 1619-1919 - le origini della Musica afroamericana tra sociologia ed antropologia, SugarCo, Mailand 1986
- Jazz moderno: : 1940-1960 : cronaca di un ventennio creativo, Kaos, Mailand 1990
- Frank Sinatra, Marsilio Editore, Venedig 1991
- Vinicio Capossela, Lombardi Editore, Mailand 1993
- Francesco Guccini, Lombardi Editore, Mailand 1993
- Louis Armstrong, Mr. Jazz, Vorwort von Renzo Arbore, Edizioni Scientifiche Italiane, Neapel 1997
- Vesuwiev Jazz, Edizioni Scientifiche Italiane, Vorwort von Renzo Arbore, Neapel 1999
- Il popolo del Samba: la vicenda e i protagonisti della musica popolare brasiliana. Mit einem Vorwort von Chico Buarque. Rai-Eri, Rom 2005
- Easy street story, L’Isola dei ragazzi, Neapel 2007
- Ragtime, Jazz & dintorni, Vorwort von Amiri Baraka, Sugarco, Mailand 2007
- The Voice. Vita e italianità di Frank Sinatra, Vorwort von Renzo Arbore, Coniglio, Rom 2011
- Una storia sociale del jazz: dai canti della schiavitù al jazz liquido, Vorwort von Zygmunt Bauman, Mimesis, Mailand 2014
- Saudade Bossa Nova: musiche, contaminazioni e ritmi del Brasile, Vorwort Chico Buarque, LoGisma Editore, Florenz 2017, ISBN 978-88-97530-88-6
- Frank Sinatra, l’italoamericano, Volwort Renzo Arbore, LoGisma Editore, Florenz 2021, ISBN 978-88-94926-42-2
- Ballata breve di un gatto da strada - La vita e la morte di Malcolm X, Volwort di Claudio Gorlier, NUA Edizioni Brescia 2021, ISBN 978-88-31399-49-4
- Diario di un suonatore guercio, inFuga Edizioni, Aversa 2023, ISBN 979-12-80624-35-2